# 秋季関東地区高等学校野球大会 (栃木県勢)
秋季関東地区高等学校野球大会の栃木県勢の成績について記す。

## 大会結果
コールドの記載は省略。太字の校名は翌春の選抜大会出場校。同年に複数校出場の場合、上から県1位校、2位校、3位校の順。
| 年度             | 代表校                      | 関東大会戦績 | 選抜大会結果  |
| ---------------- | --------------------------- | --- | ------------- |
| 第1回（1948年）  | 宇都宮工（初出場）          | |               |
| 第2回（1949年）  | 足利工（初出場）            | |               |
| 第3回（1950年）  | 宇都宮工（2年ぶり2回目）    | | ベスト8       |
| 第4回（1951年）  | 佐野（初出場）              | |               |
| 第5回（1952年）  | 宇都宮工（2年ぶり3回目）    | |               |
| 第6回（1953年）  | 宇都宮工（2年連続4回目）    | |               |
| 第7回（1954年）  | 栃木商（初出場）            | |               |
| 第8回（1955年）  | 宇都宮工（2年ぶり5回目）    | |               |
| 第9回（1956年）  | 宇都宮工（2年連続6回目）    | |               |
| 第9回（1956年）  | 作新学院（初出場）          | |               |
| 第10回（1957年） | 宇都宮工（3年連続7回目）    | | ベスト8       |
| 第11回（1958年） | 作新学院（2年ぶり2回目）    | |               |
| 第12回（1959年） | 宇都宮商（初出場）          | |               |
| 第13回（1960年） | 作新学院（2年ぶり3回目）    | | 2回戦         |
| 第14回（1961年） | 作新学院（2年連続4回目）    | | 優勝          |
| 第15回（1962年） | 宇都宮商（3年ぶり2回目）    | | 1回戦         |
| 第16回（1963年） | 作新学院（2年ぶり5回目）    | |               |
| 第17回（1964年） | 宇都宮商（2年ぶり3回目）    | |               |
| 第18回（1965年） | 宇都宮工（8年ぶり8回目）    | |               |
| 第19回（1966年） | 作新学院（3年ぶり6回目）    | |               |
| 第20回（1967年） | 宇都宮工（2年ぶり9回目）    | |               |
| 第20回（1967年） | 作新学院（2年連続7回目）    | |               |
| 第21回（1968年） | 宇都宮学園（初出場）        | |               |
| 第22回（1969年） | 作新学院（2年ぶり8回目）    | |               |
| 第23回（1970年） | 作新学院（2年連続9回目）    | | 2回戦（初戦） |
| 第24回（1971年） | 作新学院（3年連続10回目）   | |               |
| 第25回（1972年） | 作新学院（4年連続11回目）   | | ベスト4       |
| 第26回（1973年） | 宇都宮学園（5年ぶり2回目）  | |               |
| 第27回（1974年） | 小山（初出場）              | 1回戦 4x-3 深谷商（埼玉）延長14回 準決勝 3-1 市川（山梨） 決勝 3x-2 東海大相模（神奈川）                                     | 1回戦         |
| 第28回（1975年） | 小山（2年連続2回目）        | 1回戦 10-7 高崎商（群馬） 準決勝 11-5 春日部（埼玉） 決勝 4-1 習志野（千葉）                                                 | 準優勝        |
| 第29回（1976年） | 作新学院（4年ぶり12回目）   | 1回戦 4-1 日川（山梨） 準決勝 3-2 土浦日大（茨城） 決勝 6-5 銚子商（千葉）                                                   | 1回戦         |
| 第30回（1977年） | 作新学院（2年連続13回目）   | 1回戦 9x-8 上尾（埼玉）延長13回 準々決勝 0-3 印旛（千葉）                                                                    |               |
| 第30回（1977年） | 宇都宮商（13年ぶり4回目）   | 1回戦 5-3 取手二（茨城） 準々決勝 2-3x 川口工（埼玉）延長10回                                                                |               |
| 第31回（1978年） | 宇都宮商（2年連続5回目）    | 1回戦 3-2 川口工（埼玉） 準々決勝 1-0 日大藤沢（神奈川） 準決勝 3-0 前橋工（群馬） 決勝 0-5 作新学院                         | 2回戦         |
| 第31回（1978年） | 作新学院（3年連続14回目）   | 1回戦 4-3 農大二（群馬） 準々決勝 5-1 千葉商（千葉） 準決勝 7-1 吉田（山梨） 決勝 5-0 宇都宮商                               | 1回戦         |
| 第32回（1979年） | 國學院栃木（初出場）        | 準々決勝 1-6 農大二（群馬）                                                                                                  |               |
| 第32回（1979年） | 宇都宮学園（6年ぶり3回目)   | 1回戦 5x-4 甲府一（山梨）延長10回 準々決勝 12-13 上尾（埼玉）延長10回                                                        |               |
| 第32回（1979年） | 足利工（30年ぶり2回目）     | 1回戦 2-2 水戸商（茨城）延長10回 再試合 0-3 水戸商（茨城）                                                                   |               |
| 第33回（1980年） | 國學院栃木（2年連続2回目）  | 1回戦 1-0 習志野（千葉） 準々決勝 2-3 高崎（群馬）                                                                           |               |
| 第33回（1980年） | 大田原（初出場）            | 1回戦 2-0 横浜（神奈川） 準々決勝 0-1x 取手二（茨城）                                                                        |               |
| 第34回（1981年） | 栃木商（27年ぶり2回目）     | 1回戦 0-4 千葉商大付（千葉）                                                                                                 |               |
| 第34回（1981年） | 黒磯（初出場）              | 1回戦 4-5x 吉田（山梨） |               |
| 第35回（1982年） | 足利工（3年ぶり3回目）      | 1回戦 2-3 峡南（山梨） |               |
| 第35回（1982年） | 栃木商（2年連続3回目）      | 1回戦 3-5 横浜（神奈川） |               |
| 第36回（1983年） | 宇都宮南（初出場）          | 1回戦 0-2 明野（茨城） |               |
| 第36回（1983年） | 葛生（初出場）              | 1回戦 3-5 取手二（茨城） |               |
| 第37回（1984年） | 葛生（2年連続2回目）        | 1回戦 6-7 農大二（群馬） |               |
| 第37回（1984年） | 宇都宮南（2年連続2回目）    | 1回戦 1-12 横浜（神奈川） |               |
| 第38回（1985年） | 宇都宮南（3年連続3回目）    | 1回戦 9-6 東海大甲府（山梨） 準々決勝 11-4 横浜商（神奈川） 準決勝 0-8 拓大紅陵（千葉）                                      | 準優勝        |
| 第38回（1985年） | 大田原（5年ぶり2回目）      | 1回戦 4-6 関東学園付（群馬）                                                                                                 |               |
| 第39回（1986年） | 國學院栃木（6年ぶり3回目）  | 準々決勝 4x-3 前橋育英（群馬） 準決勝 3-4x 甲府工（山梨）延長10回                                                            | 2回戦         |
| 第39回（1986年） | 佐野日大（初出場）          | 1回戦 4-2 藤嶺藤沢（神奈川） 準々決勝 1-3 東海大浦安（千葉）                                                                 |               |
| 第39回（1986年） | 葛生（2年ぶり3回目）        | 1回戦 6-1 農大二（群馬） 準々決勝 3-7 東海大甲府（山梨）                                                                     |               |
| 第40回（1987年） | 宇都宮学園（8年ぶり4回目）  | 1回戦 7-0 鎌倉学園（神奈川） 準々決勝 0-6 東海大甲府（山梨）                                                                 | ベスト4       |
| 第40回（1987年） | 宇都宮工（20年ぶり10回目）  | 1回戦 16x-15 大宮東（埼玉）延長10回 準々決勝 0-2 市立船橋（千葉）                                                            |               |
| 第41回（1988年） | 宇都宮工（2年連続11回目）   | 1回戦 5-0 桐生商（群馬） 準々決勝 3x-2 東海大相模（神奈川） 準決勝 0-5 横浜商大（神奈川）                                    | 1回戦         |
| 第41回（1988年） | 佐野日大（2年ぶり2回目）    | 1回戦 2-11 日立工（茨城） |               |
| 第42回（1989年） | 宇都宮学園（2年ぶり5回目）  | 1回戦 2-4 日大藤沢（神奈川）                                                                                                 |               |
| 第42回（1989年） | 佐野日大（2年連続3回目）    | 1回戦 2-3 東海大甲府（山梨）                                                                                                 |               |
| 第43回（1990年） | 宇都宮学園（2年連続6回目）  | 1回戦 9-2 甲府南（山梨） 準々決勝 8-1 日立一（茨城） 準決勝 3x-0 東海大甲府（山梨）延長10回 決勝 0-2 市川（山梨）            | 2回戦         |
| 第43回（1990年） | 足利工（8年ぶり4回目）      | 1回戦 3-5 市立船橋（千葉）                                                                                                   |               |
| 第44回（1991年） | 小山（16年ぶり3回目）       | 1回戦 0-2 東海大相模（神奈川）                                                                                               |               |
| 第44回（1991年） | 足利学園（初出場）          | 1回戦 7-2 春日部共栄（埼玉） 準々決勝 2-7 農大二（群馬）                                                                     |               |
| 第45回（1992年） | 栃木南（初出場）            | 1回戦 3-4 市立船橋（千葉）                                                                                                   |               |
| 第45回（1992年） | 佐野日大（3年ぶり4回目）    | 1回戦 2-1 桐生第一（群馬） 準々決勝 6-3 暁星国際（千葉） 準決勝 1-4 常総学院（茨城）                                         | 2回戦         |
| 第46回（1993年） | 佐野日大（2年連続5回目）    | 1回戦 7-5 浦和学院（埼玉） 準々決勝 1-0 常総学院（茨城） 準決勝 4-1 横浜（神奈川） 決勝 2-15 山梨学院（山梨）                | 1回戦         |
| 第46回（1993年） | 小山（2年ぶり4回目）        | 1回戦 1-0 春日部共栄（埼玉） 準々決勝 7-11 山梨学院（山梨）                                                                  |               |
| 第47回（1994年） | 作新学院（16年ぶり15回目）  | 準々決勝 1-9 銚子商（千葉）                                                                                                  |               |
| 第47回（1994年） | 足利工（4年ぶり5回目）      | 1回戦 5-12 柏陵（千葉） |               |
| 第47回（1994年） | 宇都宮学園（4年ぶり7回目）  | 1回戦 4-7 前橋工（群馬） |               |
| 第48回（1995年） | 宇都宮南（10年ぶり4回目）   | 1回戦 4-5x 横浜（神奈川） |               |
| 第48回（1995年） | 宇都宮工（7年ぶり12回目）   | 1回戦 7-0 市立銚子（千葉） 準々決勝 0-3 浦和学院（埼玉）                                                                     | ベスト8       |
| 第49回（1996年） | 小山北桜（初出場）          | 1回戦 5-6 東海大相模（神奈川）                                                                                               |               |
| 第49回（1996年） | 國學院栃木（10年ぶり4回目） | 1回戦 8-1 中央学院（千葉） 準々決勝 2-3 横浜商（神奈川）                                                                     | 2回戦         |
| 第50回（1997年） | 葛生（11年ぶり4回目）       | 1回戦 3-19 吉田（山梨） |               |
| 第50回（1997年） | 宇都宮南（2年ぶり5回目）    | 1回戦 0-5 太田市商（群馬）                                                                                                   |               |
| 第51回（1998年） | 真岡（初出場）              | 1回戦 5-2 藤代（茨城） 準々決勝 0-5 市川（山梨）                                                                             |               |
| 第51回（1998年） | 宇都宮工（3年ぶり13回目）   | 1回戦 6-7 甲府工（山梨） |               |
| 第52回（1999年） | 國學院栃木（3年ぶり5回目）  | 1回戦 3-2 桐蔭学園（神奈川） 準々決勝 9-6 埼玉栄（山梨） 準決勝 9-6 竜ヶ崎一（茨城）延長14回 決勝 2-7 東海大相模（神奈川）   | ベスト4       |
| 第52回（1999年） | 作新学院（5年ぶり16回目）   | 1回戦 5x-4 帝京三（山梨） 準々決勝 5-0 常総学院（茨城） 準決勝 2-9 東海大相模（神奈川）                                      | ベスト8       |
| 第53回（2000年） | 作新学院（2年連続17回目）   | 1回戦 0-3 市川（山梨） |               |
| 第53回（2000年） | 宇都宮工（2年ぶり14回目）   | 1回戦 5-4 日本航空（山梨） 準々決勝 2-7 藤代（茨城）                                                                         |               |
| 第54回（2001年） | 宇都宮工（2年連続15回目）   | 準々決勝 5-1 土浦三（茨城） 準決勝 4x-3 前橋（群馬）延長10回 決勝 4-3 浦和学院（埼玉）                                       | 1回戦         |
| 第54回（2001年） | 作新学院（3年連続18回目）   | 1回戦 1-4 太田市商（群馬）                                                                                                   |               |
| 第54回（2001年） | 栃木工（初出場）            | 1回戦 3-10 浦和学院（埼玉）                                                                                                  |               |
| 第55回（2002年） | 作新学院（4年連続19回目）   | 1回戦 2-3 桐蔭学園（神奈川）                                                                                                 |               |
| 第55回（2002年） | 宇都宮工（3年連続16回目）   | 1回戦 1-12 常総学院（茨城）                                                                                                  |               |
| 第56回（2003年） | 文星芸大付（9年ぶり8回目）  | 1回戦 2-3 埼玉栄（埼玉） |               |
| 第56回（2003年） | 作新学院（5年連続20回目）   | 1回戦 10-7 横浜創学館（神奈川） 準々決勝 2-3x 拓大紅陵（千葉）                                                               | 1回戦         |
| 第57回（2004年） | 宇都宮工（2年ぶり17回目）   | 1回戦 3-7 慶應（神奈川） |               |
| 第57回（2004年） | 小山西（初出場）            | 1回戦 2-3 埼玉栄（埼玉） |               |
| 第58回（2005年） | 文星芸大付（2年ぶり9回目）  | 1回戦 2-3 東海大相模（神奈川）                                                                                               |               |
| 第58回（2005年） | 真岡工（初出場）            | 1回戦 1-0 市立船橋（千葉） 準々決勝 2-6 高崎商（群馬）                                                                       |               |
| 第59回（2006年） | 佐野日大（13年ぶり6回目）   | 1回戦 8x-7 花咲徳栄（埼玉）延長14回 準々決勝 4x-3 成田（千葉）延長11回 準決勝 5-4 桐生第一（群馬） 決勝 5-9 千葉経済（千葉） | 2回戦         |
| 第59回（2006年） | 宇都宮清陵（初出場）        | 1回戦 1-4 富士学苑（山梨）                                                                                                   |               |
| 第60回（2007年） | 宇都宮南（10年ぶり6回目）   | 準々決勝 2-4 慶應（神奈川）                                                                                                  | 2回戦（初戦） |
| 第60回（2007年） | 矢板中央（初出場）          | 1回戦 3-11 千葉経済（千葉）                                                                                                  |               |
| 第60回（2007年） | 佐野日大（2年連続7回目）    | 1回戦 2-4 花咲徳栄（埼玉）                                                                                                   |               |
| 第61回（2008年） | 文星芸大付（3年ぶり10回目） | 1回戦 0-6 川口青陵（埼玉）                                                                                                   |               |
| 第61回（2008年） | 矢板中央（2年連続2回目）    | 1回戦 4-6 木更津総合（千葉）                                                                                                 |               |
| 第62回（2009年） | 文星芸大付（2年連続11回目） | 1回戦 4-6 市立船橋（千葉）                                                                                                   |               |
| 第62回（2009年） | 矢板中央（3年連続3回目）    | 1回戦 3-4x 前橋工（群馬）延長10回                                                                                            |               |
| 第63回（2010年） | 佐野日大（3年ぶり8回目）    | 1回戦 3-6 春日部共栄（埼玉）                                                                                                 |               |
| 第63回（2010年） | 文星芸大付（3年連続12回目） | 1回戦 2-4 千葉経済（千葉）                                                                                                   |               |
| 第64回（2011年） | 作新学院（8年ぶり21回目）   | 1回戦 8-3 花咲徳栄（埼玉） 準々決勝 6-2 横浜（神奈川） 準決勝 6-3 高崎（群馬） 決勝 0-5 浦和学院（埼玉）                     |               |
| 第64回（2011年） | 文星芸大付（4年連続13回目） | 1回戦 0-2 健大高崎（群馬）                                                                                                   |               |
| 第65回（2012年） | 佐野日大（2年ぶり9回目）    | 1回戦 6-4 東海大甲府（山梨） 準々決勝 5-6x 常総学院（茨城）延長12回                                                          |               |
| 第65回（2012年） | 宇都宮商（34年ぶり6回目）   | 1回戦 3-0 日川（山梨） 準々決勝 5-4 霞ヶ浦（茨城） 準決勝 3-7 浦和学院（埼玉）                                               |               |